# Whitesnake
Whitesnake – brytyjski zespół hardrockowy, stworzony w 1978 przez byłego wokalistę Deep Purple, Davida Coverdale’a.
Grupa powstała w połowie lat 70., zyskując największą popularność w latach 80. Przez jej skład przewijali się m.in. Jon Lord, Ian Paice z Deep Purple, a także Bernie Marsden, Micky Moody, Steve Vai, czy Aynsley Dunbar. Na początku zespół często był porównywany do Deep Purple, nie tylko dlatego, że trzech muzyków pochodziło z tej grupy, ale przede wszystkim z racji podobieństwa brzmień i wyraźnego wpływu jednego zespołu na drugi. W późniejszych latach zespół zbliżył brzmienie do popularnego w latach osiemdziesiątych hard rocka.

## Historia
Po licznych zmianach personalnych w 1984 Whitesnake wydał udany album Slide It In, zaś największe przeboje zespołu – „Here I Go Again” oraz „Is This Love” – pochodzą z płyty Whitesnake z 1987. Pierwszy z nich pojawił się pierwotnie na albumie Saints & Sinners. Po wydaniu w 1989 albumu Slip of the Tongue ze Steve’em Vaiem, zespół milczał aż do 1997 (jeśli nie liczyć kolekcji Greatest Hits z 1994 i trasy koncertowej w tym samym roku), kiedy to światło dzienne ujrzała płyta Restless Heart. W 2003 grupa odbywała trasę koncertową z okazji 25-lecia swego istnienia.

## Muzycy
| - David Coverdale – wokal prowadzący (1978–1991, 1994, 1997, od 2002) - Tommy Aldridge – perkusja, instrumenty perkusyjne (1987–1991, 2002–2007, od 2013) - Reb Beach – gitara, wokal wspierający (od 2002) - Joel Hoekstra – gitara, wokal wspierający (od 2014) - Michele Luppi – instrumenty klawiszowe, wokal wspierający (od 2015) - Tanya O’Callaghan – gitara basowa (od 2021) - Dino Jelusić – instrumenty klawiszowe, gitara, wokal wspierający (od 2021) | - Tony Newman – perkusja, instrumenty perkusyjne (1978) - Dave Dowle – perkusja, instrumenty perkusyjne (1978–1979) - Ian Paice – perkusja, instrumenty perkusyjne (1979-1982) - Cozy Powell – perkusja, instrumenty perkusyjne (1982–1985) - Aynsley Dunbar – perkusja, instrumenty perkusyjne (1985–1987) - Denny Carmassi – perkusja, instrumenty perkusyjne (1994, 1997) - Chris Frazier – perkusja, instrumenty perkusyjne (2007−2010) - Brian Tichy – perkusja, instrumenty perkusyjne (2010–2013) - Brian Johnston – instrumenty klawiszowe (1978) - Pete Solley – instrumenty klawiszowe (1978) - Jon Lord – instrumenty klawiszowe (1978–1984) - Paul Mirkovich – instrumenty klawiszowe (1994) - Brett Tuggle – instrumenty klawiszowe (1997) - Timothy Drury – instrumenty klawiszowe (2002−2010) - Neil Murray – gitara basowa (1978-1982, 1983–1987) - Colin Hodgkinson – gitara basowa (1982–1983) - Rudy Sarzo – gitara basowa (1987–1991, 1994) - Marco Mendoza – gitara basowa (2002–2005) - Uriah Duffy – gitara basowa (2005–2010) - Micky Moody – gitara (1978-1983) - Bernie Marsden – gitara (1978-1982) - Timothy Grace – gitara (1982–1983) - James „Weezy” Peters – gitara (1982–1983) - Mel Galley – gitara (1982–1984) - John Sykes – gitara (1983–1987) - Vivian Campbell – gitara (1987–1988) - Adrian Vandenberg – gitara (1987–1991, 1994–1998) - Steve Vai – gitara (1989–1991) - Warren DeMartini (1994) - Steve Farris – gitara (1997) - Doug Aldrich – gitara (2003-2014) - Michael Devin – gitara basowa, harmonijka ustna, wokal wspierający (2010-2021) |

## Dyskografia

### Albumy studyjne
| 1978                           | Snakebite (EP) - Data: czerwiec 1978 - Wydawca: EMI/Sunburst                       | –   | –  | –  | –   | –  | –  | –  | –  | –  | –  | 189 | |                                                                                  |
| 1978                           | Trouble - Data: październik 1978 - Wydawca: Geffen, United Artists                 | –   | 50 | –  | –   | –  | –  | –  | –  | –  | –  | 215 | |                                                                                  |
| 1979                           | Lovehunter - Data: październik 1979 - Wydawca: United Artists                      | –   | 29 | –  | –   | –  | –  | –  | –  | –  | –  | 194 | |                                                                                  |
| 1980                           | Ready an’ Willing - Data: 31 maja 1980 - Wydawca: Sunburst Records                 | 90  | 6  | –  | –   | –  | –  | –  | 32 | –  | –  | 160 | - GBR: złota płyta                                                                                               | - GBR: 100 000+                                                                  |
| 1981                           | Come an’ Get It - Data: 11 kwietnia 1981 - Wydawca: United Artists, Mirage, Geffen | 151 | 2  | –  | –   | –  | –  | 24 | 26 | –  | –  | 143 | - GBR: złota płyta                                                                                               | - GBR: 100 000+                                                                  |
| 1982                           | Saints & Sinners - Data: 20 listopada 1982 - Wydawca: Sunburst Records, Geffen     | –   | 9  | –  | –   | 14 | –  | 45 | –  | –  | –  | 174 | - GBR: srebrna płyta                                                                                             | - GBR: 60 000+                                                                   |
| 1984                           | Slide It In - Data: styczeń 1984 - Wydawca: EMI, Geffen                            | 42  | 9  | –  | –   | –  | 12 | 12 | 11 | –  | –  | 103 | - USA: 2x platynowa płyta - JAP: złota płyta - SWE: złota płyta                                                  | - USA: 2 000 000+ - JAP: 100 000+ - SWE: 50 000+                                 |
| 1987                           | Whitesnake - Data: 7 kwietnia 1987 - Wydawca: Geffen/Warner Bros., EMI             | 2   | 8  | –  | –   | 25 | 10 | 8  | 10 | —  | 27 | 83  | - USA: 8x platynowa płyta - CAN: 5x platynowa płyta - GBR: platynowa płyta - DEU: złota płyta - SWE: złota płyta | - USA: 8 000 000+ - CAN: 500 000+ - GBR: 300 000+ - DEU: 250 000+ - SWE: 50 000+ |
| 1989                           | Slip of the Tongue - Data: 18 listopada 1989 - Wydawca: EMI, Geffen                | 10  | 10 | –  | –   | 29 | 11 | 11 | 9  | —  | 43 | 156 | - USA: platynowa płyta - GBR: złota płyta                                                                        | - USA: 1 000 000+ - GBR: 100 000+                                                |
| 1997                           | Restless Heart - Data: 5 czerwca 1997 - Wydawca: EMI                               | –   | –  | –  | –   | 45 | 23 | 9  | 35 | 7  | 65 | –   | |                                                                                  |
| 2008                           | Good to Be Bad - Data: 21 kwietnia 2008 - Wydawca: SPV/Steamhammer                 | 62  | 7  | 6  | 69  | 11 | 15 | 10 | 5  | 5  | 33 | 12  | |                                                                                  |
| 2011                           | Forevermore - Data: 9 marca 2011 - Wydawca: Frontiers                              | 49  | 33 | 16 | 124 | 27 | 17 | 6  | 16 | 11 | 42 | 18  | |                                                                                  |
| 2015                           | The Purple Album - Data: 18 maja 2015 - Wydawca: Frontiers                         | 87  | 18 | 13 | 150 | 28 | 11 | 17 | 32 | 2  | 24 | 8   | |                                                                                  |
| 2019                           | Flesh & Blood - Data: 10 maja 2019 - Wydawca: Frontiers                            |     |    |    |     |    |    |    |    |    |    |     | |                                                                                  |
| „–” pozycja nie była notowana. |                                                                                    |     |    |    |     |    |    |    |    |    |    |     | |                                                                                  |

### Albumy koncertowe
| Rok                            | Album                                                                                | Pozycja na liście | Pozycja na liście | Pozycja na liście | Pozycja na liście | Pozycja na liście | Pozycja na liście | Certyfikat             | Sprzedaż        |
| Rok                            | Album                                                                                | USA               | GBR               | DEU               | FRA               | AUT               | JPN               | Certyfikat             | Sprzedaż        |
| ------------------------------ | ------------------------------------------------------------------------------------ | ----------------- | ----------------- | ----------------- | ----------------- | ----------------- | ----------------- | ---------------------- | --------------- |
| 1980                           | Live at Hammersmith - Data: marzec 1980 - Wydawca: Sunburst Records, Toshiba, EMI    | –                 | –                 | –                 | –                 | –                 | –                 |                        |                 |
| 1980                           | Live... In the Heart of the City - Data: 1 listopada 1980 - Wydawca: United Artists  | 146               | 5                 | –                 | –                 | –                 | –                 | - GBR: platynowa płyta | - GBR: 300 000+ |
| 1997                           | Starkers in Tokyo - Data: 9 września 1997 - Wydawca: EMI                             | –                 | –                 | –                 | –                 | –                 | –                 |                        |                 |
| 2006                           | Live: In the Shadow of the Blues - Data: 27 października 2006 - Wydawca: SPV, Geffen | –                 | –                 | 82                | 177               | 64                | 64                |                        |                 |
| 2011                           | Live at Donington 1990 - Data: 20 maja 2011 - Wydawca: Frontiers                     | –                 | 81                | 32                | –                 | –                 | 221               |                        |                 |
| „–” pozycja nie była notowana. |                                                                                      |                   |                   |                   |                   |                   |                   |                        |                 |

### Kompilacje
| Rok                            | Album | Pozycja na liście | Pozycja na liście | Pozycja na liście | Pozycja na liście | Pozycja na liście | Pozycja na liście | Pozycja na liście | Certyfikat                                | Sprzedaż                          |
| Rok                            | Album | USA               | GBR               | DEU               | CHE               | SWE               | NOR               | FIN               | Certyfikat                                | Sprzedaż                          |
| ------------------------------ | --- | ----------------- | ----------------- | ----------------- | ----------------- | ----------------- | ----------------- | ----------------- | ----------------------------------------- | --------------------------------- |
| 1994                           | Whitesnake’s Greatest Hits - Data: 19 lipca 1994 - Wydawca: Geffen Records                                                     | 161               | 4                 | 51                | 12                | 17                | –                 | –                 | - USA: platynowa płyta - GBR: złota płyta | - USA: 1 000 000+ - GBR: 100 000+ |
| 2000                           | 20th Century Masters – The Millennium Collection: The Best of Whitesnake - Data: 27 czerwca 2000 - Wydawca: Interscope Records | –                 | –                 | –                 | –                 | –                 | –                 | –                 | - USA: złota płyta                        | - USA: 500 000+                   |
| 2002                           | Here I Go Again: The Whitesnake Collection - Data: 29 października 2002 - Wydawca: Geffen Records                              | –                 | –                 | –                 | –                 | –                 | –                 | –                 |                                           |                                   |
| 2003                           | Best of Whitesnake - Data: 24 marca 2003 - Wydawca: EMI                                                                        | –                 | 44                | 83                | –                 | 31                | 23                | 4                 | - GBR: złota płyta                        | - GBR: 100 000+                   |
| 2003                           | The Silver Anniversary Collection - Data: 19 maja 2003 - Wydawca: EMI Europe Generic                                           | –                 | –                 | –                 | –                 | –                 | –                 | 26                |                                           |                                   |
| 2004                           | The Early Years - Data: 1 marca 2004 - Wydawca: Emd Int'l                                                                      | –                 | –                 | –                 | –                 | –                 | –                 | –                 |                                           |                                   |
| 2006                           | The Definitive Collection - Data: 7 lutego 2006 - Wydawca: Geffen Records                                                      | –                 | –                 | –                 | –                 | –                 | –                 | –                 |                                           |                                   |
| 2006                           | Gold: Whitesnake - Data: 27 czerwca 2006 - Wydawca: Geffen Records                                                             | –                 | –                 | –                 | –                 | –                 | –                 | –                 |                                           |                                   |
| 2008                           | 30th Anniversary Collection - Data: 9 czerwca 2008 - Wydawca: EMI                                                              | –                 | 38                | –                 | –                 | –                 | –                 | –                 |                                           |                                   |
| „–” pozycja nie była notowana. | |                   |                   |                   |                   |                   |                   |                   |                                           |                                   |

## Wideografia
| Rok  | Tytuł                                                                            | Pozycja na liście | Pozycja na liście | Certyfikat                            | Sprzedaż                      |
| Rok  | Tytuł                                                                            | DEU               | JPN               | Certyfikat                            | Sprzedaż                      |
| ---- | -------------------------------------------------------------------------------- | ----------------- | ----------------- | ------------------------------------- | ----------------------------- |
| 1983 | Fourplay - Data: 1983 - Wydawca: EMI/Picture Music                               |                   |                   | - USA: złota płyta                    | - USA: 50 000+                |
| 1988 | Trilogy - Data: 1988 - Wydawca: Picture Music                                    |                   |                   | - USA: platynowa płyta                | - USA: 100 000+               |
| 2006 | Live... In the Still of the Night - Data: 7 lutego 2006 - Wydawca: Hip-O Records | 23                | 16                | - DEU: złota płyta - GBR: złota płyta | - DEU: 25 000+ - GBR: 25 000+ |